# Mislow-Evans-Umlagerung
Die Mislow-Evans-Umlagerung, auch Mislow-Evans-Reaktion genannt, ist eine Namensreaktion der organischen Chemie und wurde 1971 von den amerikanischen Chemikern Kurt Mislow und David Evans entdeckt. Es handelt sich dabei um eine Reaktion zur Darstellung von Alkenolen aus alpha-substituierten Allylsulfoxiden.

## Übersichtsreaktion
David Evans erkannte, dass bei Erwärmung von α-substituierten Allylsulfoxiden unter Anwesenheit von Thiophilen Alkenole entstehen.
Die dafür benötigten Sulfoxide 1 lassen sich aus α-unsubstituierten Sulfoxiden unter Zugabe einer Base und einem Halogenalkan synthetisieren.

Die eigentliche Reaktion lässt sich mit verschiedensten Substituenten durchführen. Für R1 kommen Alkyl- und Allylgruppen, für R2 Alkyl-, Aryl- sowie Benzylgruppen in Frage.

## Mechanismus
Ein möglicher Mechanismus wird von László Kürti und Barbara Czakó angegeben.
 Demnach ist der Hauptreaktionsschritt ist eine sigmatrope [2,3]-Umlagerung:

Aus einem Allylsulfoxid lässt sich unter Zugabe einer Base und einem halogenierten Kohlenwasserstoff ein alpha-substituiertes Allylsulfoxid 1 darstellen. Im ersten Reaktionsschritt der Mislow-Evans-Umlagerung lagert sich dieses unter Wärmezufuhr sigmatrop zu dem Ester 2 um. Anschließend wird ein Thiophil zugesetzt. Dieses greift am Schwefelatom des Esters 2 an. Unter Abspaltung eines Kations wird ein Alkoholat-Ion gebildet. Diese Alkoholat-Ion wird unter Säurezugabe zum Endprodukt 3, dem Alkenol protoniert.

## Anwendung
Die Reaktion wird hauptsächlich zur stereoselektiven Synthese von Alkenolen aus Allylsulfoxiden genutzt. Dies findet unter anderem Anwendung in der Naturstoffsynthese.
So wurde die Mislow-Evans-Umlagerung beispielsweise von Douglas Taber zur Synthese des Hormons Prostaglandin E2 genutzt, welches zu den wichtigsten Hormonen der Gruppe der Prostaglandine (Gewebshormone) zählt.